# Безупречен (филм, 2007)
Безупречен е филм на Англия и Люксембург от 2007 г. Продуцент на филма е Майкъл Радфорд. Действието се развива през 1960-те години в Лондон. Деми Мур е в ролята на Лора Куин, единствената жена в Лондонската диамантена корпорация, която има проблем с повишаването именно защото е жена, един след друг биват повишавани мъже, въпреки нейния по-голям опит и способности. Майкъл Кейн е в ролята на Хобс, възрастен нощен пазач в Лондонската диамантена корпорация, който на практика оставаа незабележим за персонала, но който натрупва изумително количество знания за това как работят механизмите на компанията. Забелязвайки неудовлетвореността на Лора Куин, той я убеждава да му стане съучастник в кражбата на диаманти, които възнамерява да изнесе с термос. Без знанието на Лора, Хобс успява да задигне целия наличен арсенал.